# 横山葵子
横山 葵子（よこやま きこ、1992年（平成４年）6月29日 - ）は、日本の女優。神奈川県出身、群馬県育ち。Dプロモーション所属。配偶者はお笑いコンビ「おせつときょうた」のきょうた。

## 略歴
８歳からフィギュアスケートを始める。トルコで行われた国際大会で優勝。中学生の時にシンクロナイズドスケーティングの東京女子体育大学チームにスカウトされる。日本代表として世界大会へ出場し、2008年のアイスショーでは羽生結弦選手とオープニングをペアで踊った。

## 出演

### 映画
- 2017年「愚行録」中村陽子役（石川慶監督）
- 2017年「 SCOOP! 」パパラッチされる芸能人役（大根仁監督）

### CM
- NTTdocomo d-TV 「男の本音篇」彼女役
- ユニ・チャーム「小顔にみえマスク」
- マクドナルド総選挙 「トリ年 OL トリオのトリとめのないお笑いストーリー」   メインＯＬ役

### テレビ
- スカパー寄席チャンネル「笑わせ night 」サブMC

### ミュージックビデオ
- 2011年　安田奈央「カワラナイ想い with KG 」
- 2012年　CHEMISTRY 「 eternal smile 」
- 2016年　黒猫チェルシー「グッバイ」

### 舞台
- 2010年　東京俳優市場 2010 冬「さよならの 11 月」中村美緒役
- 2013年　演劇ユニット　ランニング「私のひまわり」鈴木更紗役
- 2013年　Short Sweet Story～夏の特別編～「メッセージ・イン・ア・ボトル」大泉りつ役
- 2013年　STAGE × 12 vol.5 「エリア 66 ＝俺たちの場所」智役
- 2013年　ラビット番長「ギンノキヲク 3 」西垣理子役
- 2014年　「ごんぎつね」主演・ごんぎつね役（＠全労済ホール / スペースゼロ）
- 2014年　ソラリネのユメ「ふるこーす」ないふ　ツルマキミソノ役（＠自由が丘ギャラリーサイズ）
- 2015年　朗読劇「 SAKURA-NAGASHI 」（＠ｇ Luv. ）
- 2015年　ヒロセプロジェクト「キミと星空に未来を描いた日」ホタル役（＠ラゾーナ川崎プラザソル）
- 2015年　「 WORLD 」リリィ役（＠東京芸術劇場）
- 2015年　CasualMeets Shakespeare「The Twelfth Night ～十二夜～」オリヴィア役（＠新宿シアターモリエール）
- 2016年　「奇々怪々～もののけ達の夜～」主演・治役（＠ザムザ阿佐ヶ谷）
- 2018年　推定恋愛＋『親子ごっこ』心美役(@天現寺スクエア多聞ホール )
- 2018年　家族草子GINZA SIX公演2018クリスマス『イヴのクレヨン』エリカ役(@GINZA SIX)
- 2018年　家族草子Cafe『サンタ失格』息子役『閉園近し』娘役(@カフェギャラリー武蔵野）